# برندون سو هو
برندون سو هو (انگلیسی: Brandon Soo Hoo؛ زادهٔ ۲ نوامبر ۱۹۹۵) یک هنرپیشه اهل ایالات متحده آمریکا است. وی از سال ۲۰۰۷ میلادی تاکنون مشغول فعالیت بوده‌است.
از فیلم‌ها یا برنامه‌های تلویزیونی که وی در آن نقش داشته است می‌توان به جی. آی. جو: ظهور کبرا، تندر استوایی و بازی اندر اشاره کرد.